# Monocentrus fusus
Monocentrus fusus är en insektsart som beskrevs av Capener 1972. Monocentrus fusus ingår i släktet Monocentrus och familjen hornstritar. Inga underarter finns listade i Catalogue of Life.